# Kolo Touré
Habib Kolo Touré (* 19. März 1981 in Bouaké) ist ein ehemaliger ivorischer Fußballspieler und jetziger Fußballtrainer. Von 2002 bis 2016 war er für den FC Arsenal, Manchester City und den FC Liverpool in der Premier League aktiv und bestritt 353 Ligaspiele. Sowohl mit Arsenal als auch mit Manchester gewann er die englische Meisterschaft und den englischen Pokalwettbewerb. Für die ivorische Nationalmannschaft bestritt er 120 Länderspiele und nahm an drei Welt- und fünf Afrikameisterschaften teil; 2015 gewann er bei seiner letzten Teilnahme die Afrikameisterschaft.
Nach mehreren Jahren als Teil des Trainerteams von Brendan Rodgers bei Celtic Glasgow und Leicester City war Touré bis Ende Januar 2023 Cheftrainer von Wigan Athletic.

## Vereinskarriere
Der Innenverteidiger begann seine Fußballerkarriere beim ivorischen Rekordmeister ASEC Abidjan. Im Jahre 2000 schaffte er den Sprung in die erste Mannschaft und wurde in seiner ersten Saison ivorischer Meister. In der folgenden Saison wurde die Meisterschaft ein weiteres Mal gewonnen. Anschließend wechselte er für £150.000 zum englischen Meister FC Arsenal.
Auf Anhieb erhielt er unter Arsène Wenger einen Stammplatz im Mittelfeld und gewann mit seinem Team zu Beginn seiner ersten Saison den FA-Community-Shield-Pokal. Am Ende der Saison 2002/03 wurde er englischer Vizemeister hinter Manchester United und FA-Cup-Sieger gegen den FC Southampton.
In der darauffolgenden Saison wurde er mit dem FC Arsenal ungeschlagen Meister. In der Saison 2004/05 musste er seinen Stammplatz gegen Philippe Senderos und Pascal Cygan neben Sol Campbell verteidigen und wurde in 50 Pflichtspielen eingesetzt, dabei erzielte er ein Tor gegen den FC Bayern München im Achtelfinale der UEFA Champions League, was mit 1:3 verloren ging. Das Rückspiel wurde zwar gewonnen, doch Arsenal schied aufgrund der Tordifferenz aus. Am Ende der Saison wurde Touré mit seinem Team erneut Vizemeister und FA-Cup Sieger.
In der neuen Spielzeit wurde Touré in der Verteidigung eingesetzt und erreichte mit dem Team das UEFA-Champions-League-Finale, was aber mit 1:2 verloren ging, nachdem Jens Lehmann in der 18. Minute eine Rote Karte wegen einer Notbremse erhalten hatte und Arsenal fortan in Unterzahl spielte. Für den Verein war es das erste und bisher einzige Finale der UEFA Champions League, das Touré mit seinem zweiten internationalen Tor im Halbfinalhinspiel gegen den FC Villarreal als Siegtor ermöglicht hatte und das Rückspiel torlos geendet hatte. In der Premier League Saison 2006/07 wurde Touré mit seinem Verein Vierter und unterlag im Carling-Cup-Finale mit 1:2 gegen den FC Chelsea.
Im Sommer 2009 wechselte er für umgerechnet 16,3 Millionen Euro zu Manchester City und wurde zum Kapitän der Mannschaft ernannt. Jedoch gab Trainer Roberto Mancini die Funktion des Kapitäns ab der Saison 2010/11 an Carlos Tévez weiter. Am 3. März 2011 wurde Touré von Manchester City wegen des Verdachts auf Doping suspendiert, nachdem er in der A-Probe auf eine „bestimmte Substanz“ positiv getestet worden war. Am 27. Mai 2011 wurde er von der FA für sechs Monate gesperrt. Die Strafe trat rückwirkend ab dem 2. März 2011 in Kraft und lief bis zum 2. September 2011.
Zur Saison 2013/14 wechselte Touré ablösefrei zum Ligakonkurrenten FC Liverpool.
Im Juli 2016 wechselte Touré nach Schottland zu Celtic Glasgow. Der 35-jährige Innenverteidiger unterschrieb einen Einjahresvertrag in Glasgow.
Am 15. September 2017 verkündete Touré sein Karriereende als aktiver Fußballer, um im Anschluss im Trainerteam von Celtic Glasgow tätig zu sein.

## Nationalmannschaftskarriere
Touré gab im April 2000 sein Debüt in der ivorischen Nationalmannschaft gegen Ruanda. Sein bisher bestes Ergebnis mit „den Elefanten“, war das Erreichen des Finales der Afrikameisterschaft 2006, dies verlor die ivorische Mannschaft im Elfmeterschießen gegen Gastgeber Ägypten. Im Jahr 2006 konnte Kolo Touré sich mit der Nationalmannschaft für die erste Fußballweltmeisterschaft qualifizieren, schied aber in der Vorrunde aus. Dasselbe Ergebnis wiederholte sich bei der WM 2010 auf dem heimischen Kontinent in Südafrika.
Am 11. Oktober 2012 ehrte ihn der ivorische Fußballverband für 115 Länderspiele und verlieh ihm sowie Didier Zokora (für 135 Spiele) ein Trikot mit der Rückennummer „100“.
Am 15. Februar 2015, also knapp eine Woche nach dem Afrika-Cup-Erfolg, trat Kolo Touré nach 120 Spielen für die Elfenbeinküste aus der Nationalelf zurück.

## Trainerkarriere
Seit September 2017 war Touré im Trainerteam von Celtic Glasgow tätig. Dort arbeitete er als technischer Mitarbeiter im Team von Cheftrainer Brendan Rodgers. Im Februar 2019 wechselte er als Teil des Trainerstabs gemeinsam mit Cheftrainer Rodgers zu Leicester City in die Premier League.
Ende November 2022 wurde er während der WM-bedingten Saisonunterbrechung als neuer Cheftrainer vom abstiegsgefährdeten Zweitligisten Wigan Athletic verpflichtet und mit einem Vertrag über dreieinhalb Jahre ausgestattet. Als Teil des Trainerteams wurden zudem Kevin Betsy und Ashvir Johal verpflichtet. Bereits Ende Januar 2023 wurde Touré nach knapp zwei Monaten wieder entlassen. Wigan war in den neun Pflichtspielen unter Touré ohne Sieg geblieben und das Team war auf den letzten Tabellenplatz abgerutscht.

## Privates
Kolo Touré hat zwei jüngere Brüder, die ebenfalls professionelle Fußballspieler sind. Yaya Touré gewann von 2011 bis 2014 vier Mal in die Folge die Auszeichnung zu Afrikas Fußballer des Jahres. Ibrahim Touré stand unter anderem bei Al-Ittihad unter Vertrag. Am 31. Mai 2014 wurde bekannt, dass Kolo Touré an Malaria erkrankt ist. Sein Bruder Ibrahim, der zuletzt im Libanon spielte, verstarb am 19. Juni 2014 im Alter von 28 Jahren an den Folgen einer Krebserkrankung in einem Krankenhaus im englischen Manchester. Er und sein Bruder Yaya spielten zum Zeitpunkt seines Krebstodes das Vorrundenspiel gegen die kolumbianische Fußballnationalmannschaft.

## Erfolge

### Verein
ASEC Mimosas
- 2001: Ivorischer Meister
- 2002: Ivorischer Meister

FC Arsenal
- 2002: FA-Community-Shield-Sieger
- 2003: englischer Pokalsieger
- 2003: englischer Vize-Meister
- 2004: englischer Meister
- 2005: englischer Pokalsieger
- 2005: englischer Vize-Meister
- 2006: UEFA-Champions-League-Finalist
- 2007: Carling Cup Finalist

Manchester City
- 2011: englischer Pokalsieger
- 2012: englischer Meister
- 2012: FA-Community-Shield-Sieger

FC Liverpool
- 2014: englischer Vize-Meister
- 2016: League-Cup-Finalist
- 2016: UEFA-Europa-League-Finalist

Celtic Glasgow
- 2017: schottischer Meister
- 2017: schottischer Ligapokalsieger

### Nationalmannschaft
- 2006: Vize-Fußball-Afrikameister in Ägypten
- 2006: Teilnahme an der Fußball-Weltmeisterschaft in Deutschland, Vorrundenaus
- 2008: Teilnahme an der Afrika-Fußballmeisterschaft in Ghana, 4. Platz
- 2010: Teilnahme an der Afrika-Fußballmeisterschaft in Angola, Viertelfinale
- 2010: Teilnahme an der Fußball-Weltmeisterschaft in Südafrika, Vorrundenaus
- 2012: Teilnahme an der Afrika-Fußballmeisterschaft in Gabun und Äquatorialguinea, 2. Platz
- 2013: Teilnahme an der Afrika-Fußballmeisterschaft in Südafrika, Viertelfinale
- 2014: Teilnahme an der Fußball-Weltmeisterschaft in Brasilien, Vorrundenaus
- 2015: Fußball-Afrikameister in Äquatorialguinea